# BMW R 67/3
BMW R 67/3 − produkowany od 1955 do 1956 dwucylindrowy (bokser) motocykl firmy BMW. Był następcą modelu R 67/2.

## Historia
W 1955 BMW pokazało nową generację motocykli z wahczowym zawieszeniem. Początek serii stanowiły modele R 50 w klasie 500cm³ i R69 jako sportowa wersja w klasie 600 cm³. Turystycznym modelem w klasie 600 cm³ pozostał następca modelu R 67/2 z dotychczasowym zawieszeniem teleskopowym z przodu i suwakowym z tyłu. W stosunku do poprzednika R 67/3 praktycznie się nie różnił. Był jednak oferowany wyłącznie z wózkiem bocznym. Po zakończeniu produkcji, po wyprodukowaniu ok. 700 sztuk w cenie 3235 DM, zakończyła się era motocykli BMW z zawieszeniem suwakowym produkowanych od 1938.

## Konstrukcja
Dwucylindrowy górnozaworowy silnik z jednym wałkiem rozrządu napędzanym kołem zębatym, w układzie bokser o mocy 28 KM wbudowany wzdłużnie zasilany 2 gaźnikami Bing 1/24/15-1/24/16 lub 1/24/25-1/24/266 o średnicy gardzieli 24 mm. Suche sprzęgło jednotarczowe połączone z 4-biegową, nożnie sterowaną skrzynią biegów. Napęd koła tylnego wałem Kardana. Rama ze spawanych elektrycznie rur stalowych z suwakowym zawieszeniem tylnego koła z teleskopami. Przednie zawieszenie to widelec teleskopowy z tłumieniem olejowym. Z przodu i z tyłu zastosowano hamulce bębnowe o średnicy 200 mm. Prędkość maksymalna 145 km/h.